# This Mechanical Age
This Mechanical Age é um filme em curta-metragem estadunidense de 1954 dirigido e escrito por Robert Youngson. Venceu o Oscar de melhor curta-metragem em live-action: 1 bobina na edição de 1955.